# Louis Taillandier
Louis Taillandier fue un deportista francés que compitió en esgrima, especialista en la modalidad de sable. Ganó una medalla de plata en el Campeonato Mundial de Esgrima de 1938 en la prueba por equipos.

## Palmarés internacional
| Campeonato Mundial | Campeonato Mundial        | Campeonato Mundial | Campeonato Mundial |
| Año                | Lugar                     | Medalla            | Prueba             |
| ------------------ | ------------------------- | ------------------ | ------------------ |
| 1938               | Pieštany (Checoslovaquia) | Medalla de plata   | Sable por equipos  |